# La Francheville
La Francheville è un comune francese di 1 626 abitanti situato nel dipartimento delle Ardenne nella regione del Grand Est.

## Società

### Evoluzione demografica
Abitanti censiti